# Hockey su ghiaccio ai XXII Giochi olimpici invernali - Torneo femminile
Il torneo femminile di hockey su ghiaccio alle Olimpiadi invernali 2014 si è tenuto a Soči, in Russia, dall'8 al 20 febbraio; tutte le partite si sono disputate presso la Šajba Arena, ad eccezione delle due finali che assegnavano medaglie che si sono tenute all'interno del palazzo del ghiaccio Bol'šoj.
Nel mese di dicembre 2017 la commissione disciplinare del Comitato Olimpico Internazionale ha preso atto delle violazioni alle normative antidoping compiute da otto giocatrici russe in occasione delle Olimpiadi di Soči, annullando conseguentemente il risultato ottenuto dalla nazionale padrona di casa.

## Squadre partecipanti
| Gruppo A                              | Gruppo B                        |
| ------------------------------------- | ------------------------------- |
| Canada Finlandia Stati Uniti Svizzera | Germania Giappone Russia Svezia |

## Arbitri
La IIHF ha selezionato 6 arbitri e 9 giudici di linea per il torneo femminile di hockey su ghiaccio alle Olimpiadi invernali 2014:
Arbitri
- Erin Blair
- Melanie Bordeleau
- Anna Eskola
- Nicole Hertrich
- Aina Hove
- Joy Tottman

Giudici di linea
- Therese Bjorkman
- Denise Caughey
- Stephanie Gagnon
- Charlotte Girard
- Alicia Hanrahan
- Laura Johnson
- Michaela Kúdelová
- Ilona Novotná
- Zuzana Svobodová

## Turno preliminare
Le otto squadre sono state divise in due gruppi di 4, in base al proprio ranking. Le squadre del girone A sono qualificate automaticamente ai turni successivi: le prime due classificate accedono direttamente alle semifinali, mentre le altre due giocheranno i quarti di finale insieme alle prime due classificate del girone B. Le ultime due classificate del girone B attendono le due perdenti dei quarti di finale per disputare gli spareggi che assegnano le posizioni dalla quinta all'ottava.

### Gruppo A
| Pos. |             | PG | V | VOT | POT | P | GF | GS | DR  | Pt |
| 1.   | Canada      | 3  | 3 | 0   | 0   | 0 | 11 | 2  | +9  | 9  |
| 2.   | Stati Uniti | 3  | 2 | 0   | 0   | 1 | 14 | 4  | +10 | 6  |
| 3.   | Finlandia   | 3  | 0 | 1   | 0   | 2 | 5  | 9  | -4  | 2  |
| 4.   | Svizzera    | 3  | 0 | 0   | 1   | 2 | 3  | 18 | -15 | 1  |

| Soči 8 febbraio 2014, ore 12:00 UTC+4 | Stati Uniti     | 3 – 1 (1-0; 2-0; 0-1) referto | Finlandia | Šajba Arena (4.135 spett.)\| Arbitro: \| Nicole Hertrich \| |
| Arbitro:                              | Nicole Hertrich |                               |           |                                                             |

| Soči 8 febbraio 2014, ore 17:00 UTC+4 | Canada    | 5 – 0 (2-0; 3-0; 0-0) referto | Svizzera | Šajba Arena (4.386 spett.)\| Arbitro: \| Aina Hove \| |
| Arbitro:                              | Aina Hove |                               |          |                                                       |

| Soči 10 febbraio 2014, ore 14:00 UTC+4 | Stati Uniti       | 9 – 0 (5-0; 1-0; 3-0) referto | Svizzera | Šajba Arena (3.812 spett.)\| Arbitro: \| Melanie Bordeleau \| |
| Arbitro:                               | Melanie Bordeleau |                               |          |                                                               |

| Soči 10 febbraio 2014, ore 19:00 UTC+4 | Finlandia   | 0 – 3 (0-0; 0-0; 0-3) referto | Canada | Šajba Arena (4.837 spett.)\| Arbitro: \| Joy Tottman \| |
| Arbitro:                               | Joy Tottman |                               |        |                                                         |

| Soči 12 febbraio 2014, ore 12:00 UTC+4 | Svizzera   | 3 – 4 (d.t.s.) (0-2; 2-1; 1-0) referto | Finlandia | Šajba Arena (4.211 spett.)\| Arbitro: \| Erin Blair \| |
| Arbitro:                               | Erin Blair |                                        |           |                                                        |

| Soči 12 febbraio 2014, ore 16:30 UTC+4 | Canada      | 3 – 2 (0-0; 0-1; 3-1) referto | Stati Uniti | Šajba Arena (4.812 spett.)\| Arbitro: \| Anna Eskola \| |
| Arbitro:                               | Anna Eskola |                               |             |                                                         |

### Gruppo B
| Pos. |          | PG | V | VOT | POT | P | GF | GS | DR | Pt |
| 1.   | Russia   | 3  | 3 | 0   | 0   | 0 | 9  | 3  | +5 | 9  |
| 2.   | Svezia   | 3  | 2 | 0   | 0   | 1 | 6  | 3  | +3 | 6  |
| 3.   | Germania | 3  | 1 | 0   | 0   | 2 | 5  | 8  | -3 | 3  |
| 4.   | Giappone | 3  | 0 | 0   | 0   | 3 | 1  | 7  | -6 | 0  |

| Soči 9 febbraio 2014, ore 12:00 UTC+4 | Svezia     | 1 – 0 (1-0; 0-0; 0-0) referto | Giappone | Šajba Arena (2.928 spett.)\| Arbitro: \| Erin Blair \| |
| Arbitro:                              | Erin Blair |                               |          |                                                        |

| Soči 9 febbraio 2014, ore 17:00 UTC+4 | Russia      | 4 – 1 (0-0; 0-1; 4-0) referto | Germania | Šajba Arena (5.048 spett.)\| Arbitro: \| Anna Eskola \| |
| Arbitro:                              | Anna Eskola |                               |          |                                                         |

| Soči 11 febbraio 2014, ore 14:00 UTC+4 | Germania  | 0 – 4 (0-1; 0-0; 0-3) referto | Svezia | Šajba Arena (4.015 spett.)\| Arbitro: \| Aina Hove \| |
| Arbitro:                               | Aina Hove |                               |        |                                                       |

| Soči 11 febbraio 2014, ore 19:00 UTC+4 | Russia          | 2 – 1 (1-0; 0-0; 1-1) referto | Giappone | Šajba Arena (4.897 spett.)\| Arbitro: \| Nicole Hertrich \| |
| Arbitro:                               | Nicole Hertrich |                               |          |                                                             |

| Soči 13 febbraio 2014, ore 12:00 UTC+4 | Giappone          | 0 – 4 (0-1; 0-1; 0-2) referto | Germania | Šajba Arena (2.618 spett.)\| Arbitro: \| Melanie Bordeleau \| |
| Arbitro:                               | Melanie Bordeleau |                               |          |                                                               |

| Soči 13 febbraio 2014, ore 21:00 UTC+4 | Svezia      | 1 – 3 (0-1; 1-1; 0-1) referto | Russia | Šajba Arena (5.092 spett.)\| Arbitro: \| Joy Tottman \| |
| Arbitro:                               | Joy Tottman |                               |        |                                                         |

## Fase 5º-8º posto
|  | Poule 5º-8º posto | Poule 5º-8º posto | Poule 5º-8º posto |        |           | Finale 5º-6º posto | Finale 5º-6º posto | Finale 5º-6º posto |  |
|  |                   |                   |                   |        |           |                    |                    |                    |  |
|  | Finlandia         | Finlandia         | 2                 |        |           |                    |                    |                    |  |
|  | Finlandia         | Finlandia         | 2                 |        |           |                    |                    |                    |  |
|  | Germania          | Germania          | 1                 |        |           |                    |                    |                    |  |
|  | Germania          | Germania          | 1                 |        | Finlandia | Finlandia          | 4                  |                    |  |
|  |                   |                   |                   |        | Finlandia | Finlandia          | 4                  |                    |  |
|  |                   |                   | Russia            | Russia | 0         |                    |                    |                    |  |
|  | Russia            | Russia            | Russia            | Russia | 0         | 6                  |                    |                    |  |
|  | Russia            | Russia            |                   |        |           | 6                  |                    |                    |  |
|  | Giappone          | Giappone          | 3                 |        |           | Finale 7º-8º posto | Finale 7º-8º posto | Finale 7º-8º posto |  |
|  | Giappone          | Giappone          | 3                 |        |           |                    |                    |                    |  |
|  |                   |                   |                   |        |           |                    |                    |                    |  |
|  |                   |                   |                   |        |           | Germania           | Germania           | 3                  |  |
|  |                   |                   |                   |        |           | Germania           | Germania           | 3                  |  |
|  |                   |                   |                   |        |           | Giappone           | Giappone           | 2                  |  |

### Semifinali
| Soči 16 febbraio 2014, ore 12:00 UTC+4 | Finlandia | 2 – 1 (2-0; 0-1; 0-0) referto | Germania | Šajba Arena (2.009 spett.)\| Arbitro: \| Aina Hove \| |
| Arbitro:                               | Aina Hove |                               |          |                                                       |

| Soči 16 febbraio 2014, ore 21:00 UTC+4 | Russia      | 6 – 3 (1-0; 3-2; 2-1) referto | Giappone | Šajba Arena (4.793 spett.)\| Arbitro: \| Anna Eskola \| |
| Arbitro:                               | Anna Eskola |                               |          |                                                         |

### Finale 7º-8º posto
| Soči 18 febbraio 2014, ore 12:00 UTC+4 | Germania          | 3 – 2 (1-1; 2-0; 0-1) referto | Giappone | Šajba Arena (2.012 spett.)\| Arbitro: \| Melanie Bordeleau \| |
| Arbitro:                               | Melanie Bordeleau |                               |          |                                                               |

### Finale 5º-6º posto
| Soči 18 febbraio 2014, ore 16:30 UTC+4 | Finlandia  | 4 – 0 (2-0; 0-0; 2-0) referto | Russia | Šajba Arena (4.112 spett.)\| Arbitro: \| Erin Blair \| |
| Arbitro:                               | Erin Blair |                               |        |                                                        |

## Fase finale
|  | Quarti di finale | Quarti di finale | Quarti di finale |  |  | Semifinali | Semifinali  | Semifinali |  |  | Finali          | Finali          | Finali          |
|  |                  |                  |                  |  |  |            |             |            |  |  |                 |                 |                 |
|  |                  |                  |                  |  |  | A1         | Canada      | 3          |  |  |                 |                 |                 |
|  | A4               | Svizzera         | 2                |  |  | A4         | Svizzera    | 1          |  |  |                 |                 |                 |
|  | B1               | Russia           | 0                |  |  |            |             |            |  |  | A1              | Canada          | 3               |
|  |                  |                  |                  |  |  |            |             |            |  |  | A2              | Stati Uniti     | 2               |
|  |                  |                  |                  |  |  | A2         | Stati Uniti | 6          |  |  |                 |                 |                 |
|  | A3               | Finlandia        | 2                |  |  | B2         | Svezia      | 1          |  |  | Finale 3° posto | Finale 3° posto | Finale 3° posto |
|  | B2               | Svezia           | 4                |  |  |            |             |            |  |  | A4              | Svizzera        | 4               |
|  |                  |                  |                  |  |  |            |             |            |  |  | B2              | Svezia          | 3               |

### Quarti di finale
| Soči 15 febbraio 2014, ore 12:00 UTC+4 | Finlandia       | 2 – 4 (0-0; 1-0; 1-4) referto | Svezia | Šajba Arena (2.917 spett.)\| Arbitro: \| Nicole Hertrich \| |
| Arbitro:                               | Nicole Hertrich |                               |        |                                                             |

| Soči 15 febbraio 2014, ore 16:30 UTC+4 | Svizzera    | 2 – 0 (1-0; 0-0; 1-0) referto | Russia | Šajba Arena (4.962 spett.)\| Arbitro: \| Joy Tottman \| |
| Arbitro:                               | Joy Tottman |                               |        |                                                         |

### Semifinali
| Soči 17 febbraio 2014, ore 16:30 UTC+4 | Stati Uniti       | 6 – 1 (3-0; 2-0; 1-1) referto | Svezia | Šajba Arena (4.542 spett.)\| Arbitro: \| Melanie Bordeleau \| |
| Arbitro:                               | Melanie Bordeleau |                               |        |                                                               |

| Soči 17 febbraio 2014, ore 21:00 UTC+4 | Canada     | 3 – 1 (3-0; 0-1; 0-0) referto | Svizzera | Šajba Arena (3.378 spett.)\| Arbitro: \| Erin Blair \| |
| Arbitro:                               | Erin Blair |                               |          |                                                        |

### Finale 3º-4º posto
| Soči 20 febbraio 2014, ore 16:00 UTC+4 | Svizzera        | 4 – 3 (0-1; 0-1; 4-1) referto | Svezia | Palazzo del ghiaccio Bol'šoj (8.283 spett.)\| Arbitro: \| Nicole Hertrich \| |
| Arbitro:                               | Nicole Hertrich |                               |        |                                                                              |

### Finale
| Soči 20 febbraio 2014, ore 21:00 UTC+4 | Canada      | 3 – 2 (d.t.s.) (0-0; 0-1; 2-1) referto | Stati Uniti | Palazzo del ghiaccio Bol'šoj (10.639 spett.)\| Arbitro: \| Joy Tottman \| |
| Arbitro:                               | Joy Tottman |                                        |             |                                                                           |

## Graduatoria finale
| Pos | Squadra     |
| --- | ----------- |
|     | Canada      |
|     | Stati Uniti |
|     | Svizzera    |
| 4   | Svezia      |
| 5   | Finlandia   |
| DSQ | Russia      |
| 7   | Germania    |
| 8   | Giappone    |